# Маніфест
Маніфе́ст (лат. manifestus) — публічна декларація принципів та намірів, часто політична за своїм характером. Багатозначний термін, що може означати:
- Урочисте письмове звернення верховної влади до народу з приводу дуже важливої події (прийняття важливого законопроєкту, оголошення війни тощо).
- Письмове або усне звернення, протест політичної партії або громадської організації, яке має програмний характер. Маніфест миру, Маніфест комуністичної партії.
- Писаний виклад творчих принципів літературного або мистецького угруповання, напрямку чи окремого автора. Маніфест хакера, Арт маніфест.
- Документ, який подається до митниці з переліком вантажу, що його перевозять на суднах.
- Вантажний маніфест — документ, у якому дається перелік коносаментів і який містить найменування судна, порт навантаження, масу, обсяг та кількість вантажу по кожному коносаменту та інше.

## Політичний маніфест
Політичний маніфест — це публічна декларація принципів, цілей і політики політичної партії / кандидата. Це документ, який окреслює переконання та цінності політичної організації чи особи, а також їхні плани щодо управління в разі обрання на посаду. Політичні маніфести зазвичай окреслюють широке коло питань: економічну політику, соціальні проблеми, зовнішню політику, екологічну політику тощо. Вони також можуть містити конкретні законодавчі пропозиції чи ініціативи.
Структура політичного маніфесту:
1. Резюме (executive summary). У цьому розділі подано короткий огляд ключових положень маніфесту, включаючи головні пріоритети партії чи кандидата, політичні пропозиції.
2. У вступі (introduction) представлено політичну партію чи кандидата,надано контекст для маніфесту. Наприклад політичні та економічні виклики, з якими стикається країна.
3. Бачення та цінності (vision and values) - бачення партії чи кандидата на майбутнє та цінності, якими керується їхній підхід до управління.
4. Політичні пріоритети (policy priorities) - політичні пріоритети партії чи кандидата, такі як економічне зростання, соціальний добробут або захист навколишнього середовища. Кожен пріоритет може мати окремий підрозділ із більш детальними пропозиціями політики.
5. Лідерство та управління (leadership and governance). У розділі викладено підхід партії чи кандидата до лідерства та управління, включно з планами щодо прозорості, підзвітності та залучення громадян.                                                     
6. Зовнішня політика та національна безпека (foreign policy and national security). Розглядаються питання зовнішньої політики та національної безпеки. Наприклад, відносини з іншими країнами, витрати на оборону та боротьба з тероризмом.
7. Висновок (conclusion). Підсумовуються ключові положення маніфесту та міститься заклик до дії для виборців підтримати партію чи кандидата.

Особливості політичного маніфесту: складність синтаксису, превалювання юридичної термінології, нерозгалужена структура та відсутність емоційного забарвлення.
Політичні маніфести є важливим інструментом для формування суспільної думки та визначення напрямків розвитку держави. Вони є важливою складовою демократичного процесу, оскільки дозволяють громадянам визначити свої погляди та критично мислити. Зазвичай журналісти та громадські діячі використовують маніфести як джерело навіювання. Цей документ може стати об'єктом аналізу та критики з боку опозиційних партій, науковців та інших зацікавлених сторін.
Одним із найвідоміших політичних маніфестів (а також першим програмним документом європейського комуністичного руху) є "Маніфест комуністичної партії", написаний Карлом Марксом та Фрідріхом Енгельсом у 1848 році. Цей документ визначив напрямок розвитку комуністичного руху та став важливим інструментом навіювання в різних країнах світу.

## У мистецтві
- Manifest — дев'ятий студійний альбом білоруського гурту Ляпис Трубецкой.
- Маніфест — американський фільм Душана Макавеєва (1988).
- Маніфесто — австрало-німецька багатоканальна відеоінсталяція (2015) і однойменний фільм (2017).
- Маніфест — американський телесеріал телеканалу NBC (2018).

## Преса
- Маніфест (фр. Le Manifeste) — французька газета комуністичного спрямування.